# Надежда Фортунатова
Надежда Николаевна Фортунатова (родена Казимирчук; 27 септември 1978 г.) е украинска фехтовачка на шпага. Състезава за националния отбор по фехтовка на Украйна в началото на 21 век, носителка на три бронзови медала от европейски първенства, участва в летните олимпийски игри в Атина .

## Биография
Надежда Казимирчук е родена на 27 септември 1978 г. в град Киев, Украинска ССР. Тренира в секцията на Киевското спортно дружество „Динамо“.
През 1999 г. завършва Националния университет за физическо възпитание и спорт на Украйна.
Постига първия си сериозен успех на международно ниво през сезон 2002, когато влиза в основния отбор на украинския национален отбор и участва на европейското първенство в Москва, където печели бронзов медал в отборното първенство.
Благодарение на поредица от успешни изяви, тя е удостоена с правото да защитава честта на страната на летните олимпийски игри през 2004 г. в Атина, но губи на стартовата среща в индивидуалното състезание за жени с резултат 9:10 от китайката Джан Ли и отпада от борбата за медали.
След Олимпийските игри в Атина Казимирчук остава в украинския национален отбор и продължава да участва в големи международни състезания. През 2005 г. тя печели бронзов медал в отборното състезание на европейското първенство в Залаегерсег.
През 2006 г. на европейското първенство в Измир тя печели бронз в индивидуалното състезание, губейки от рускинята Татяна Логунова на полуфиналния етап.
Лауреат в церемонията „Героите на спортната година“ за 2006 г. заедно с женския отбор на страната по фехтовка.
Завършва спортната си кариера в края на сезон 2007/2008.